# Xiuying
Xiuying är ett stadsdistrikt i provinshuvudstaden Haikou i Hainan-provinsen i sydligaste Kina.
1. ↑  http://www.geohive.com/cntry/cn-46.aspx